# GS1
GS1 е международна организация с нестопанска цел, която разработва и поддържа най-широко използваните стандарти за веригите на доставка. Най-разпознаваем от стандартите на GS1 е баркодът. Над 100 милиона продукта в световен мащаб са маркирани с него, а ежедневно се извършват над 6 милиарда сканирания на баркод.
Общността на GS1 оперира посредством 115 местни национални организации, a над 2 милиона фирми използват стандартите GS1 в ежедневната си работа.
Стандартите, услугите и решенията на GS1 създават общ език, който осигурява оперативна съвместимост между различни системи и бизнес процеси по цял свят.
Международните стандарти GS1 се прилагат в България вече повече от 30 години. Официален представител на международната организация е GS1 България. Дейността на GS1 България е насочена към администриране и популяризиране на стандартите в страната. Организацията осигурява на българските фирми достъп до глобалната система за идентификация и маркиране с баркод на продукти, услуги, логистични единици, локации и други.

## История
През 60-те години на ХХ век търговците на дребно в САЩ търсят начин да ускорят процеса по плащане в магазинната мрежа. През 1969 г. се създава специален комитет за унифицирано кодиране на хранителни стоки (Ad Hoc Committee for a Uniform Grocery Product Identification Code).
През 1973 г. комитетът посочва универсалния продуктов код (UPC) като първия еднозначен стандарт за уникална идентификация на продукт, а през 1974 г. е създаден Съветът за унифицирано кодиране (UCC), който е бил натоварен с администрирането на стандарта. За пръв път баркод се използва при сканиране на каса през на 26 юни 1974 г. в супермаркет в щата Охайо, САЩ (маркираният продукт е пакетче дъвки Wrigley).
През 1976 г. към първоначалния 12-цифрен код се добавя такъв с 13 цифри, което позволява на системата за идентификация да се използва извън САЩ. През 1977 г. в Брюксел е създадена Европейската асоциация за номериране на артикули (EAN) с учредители от 12 държави.
През 1990 г. организациите EAN и UCC подписват споразумение за сътрудничество и вземат решение да разширят присъствието си до 45 държави. През 1999 г. EAN и UCC започват работа по Auto-ID Center с цел разработване на електронен продуктов код, позволяващ стандартите GS1 да се използват за радиочестотна идентификация (RFID).
През 2004 г. EAN и UCC стартират разработването на Глобална мрежа за синхронизиране на данни (GDSN) – най-голямата мрежа за продуктови данни в света, която дава възможност на компаниите да споделят безпроблемно висококачествена продуктова информация на всеки пазар.
До 2005 г. организацията присъства в над 90 държави, които започват да използват името GS1. Въпреки че „GS1" не е съкращение, то назовава организацията, предлагаща една глобална система от стандарти.
През август 2018 г. е ратифициран GS1 стандарт за структурата на уеб URI (GS1 Web URI Structure Standard), който позволява добавяне на уникални идентификатори към продукти чрез съхраняване на URI (адрес, подобен на уеб страница) посредством QR код.
Баркодове, които са дефинирани в стандартите GS1, се използват много често. За пръв път баркодът, като технически символ за кодиране на информация, е представен от GS1 през 1974 г. за кодиране на идентификационния номер на продукта, който да може да бъде сканиран и прочетен автоматично. По този начин продуктите могат по-лесно да бъдат проследявани, обработвани и съхранявани.
Баркодовете подобряват ефективността, безопасността, скоростта и видимостта по веригите за доставка както до физическите магазини, така и в онлайн търговията. Те играят решаваща роля в търговията на дребно, включително при платформите за електронна търговия, не само за отчитане на продажбите, каквато е била първоначалната идея, но и за управлението на складовите наличности и доставките, и възможностите за онлайн продажби в глобален мащаб. Само според данни от Великобритания въвеждането на баркода в търговията на дребно е довело до спестяването на 10,5 милиарда лири годишно.
Част от баркодовете, които са стандартизирани от GS1 относно информацията, която кодират, са: EAN / UPC (използват се предимно за потребителски стоки), GS1 Data Matrix (използва се предимно за лекарства и медицински изделия), GS1-128, GS1 DataBar и GS1 QR Code.

## Стандарти
Най-познатият и широко застъпен GS1 стандарт е Глобалният номер на търговската единица (Global Trade Item Number, GTIN). Той се използва за уникална идентификация на търговските единици по цял свят и е фундамент на цялата система от стандарти GS1. За GTIN в спецификациите са разписани четири стандартни структури: GTIN-8, GTIN-12, GTIN-13 и GTIN-14.
Списък на част от останалите GS1 стандарти:
- Събития на ниво приложение (ALE)
- Основен бизнес речник (Core Business Vocabulary, CBV)
- Баркод EAN/UPC
- Електронен код на продукта (EPC/RFID)
- Информационни услуги за електронен код на продукта (EPCIS)
- Глобален електронен регистър (GEPIR)
- Глобален модел на данни (Global Data Model)
- Глобална мрежа за синхронизиране на данни (GDSN)
- Глобален идентификатор на типа документ (Global Document Type Identifier/GDTI)
- Глобален идентификатор на активи (транспортни средства (локомотиви, кораби, камиони с ремаркета и др.), транспортни съоръжения (ремаркета, вагони, контейнери...// Global Individual Asset Identifier, GIAI)
- Глобален идентификационен номер на пратка (Global Identification Number for Consignment, GINC)
- Глобален номер на локация (Global Location Number, GLN)
- Глобална класификация на продукти (Global Product Classification, GPC)
- Глобален идентификатор на амбалаж за многократна употреба (GRAI)
- Глобален номер за връзка между услуга и нейния получател (GSRN)
- Глобален идентификационен номер на пратка (Global Shipment Identification Number, GSIN)
- Глобален номер на търговската единица (Global Trade Item Number, GTIN)
- GS1-128
- GS1 DataBar
- GS1 DataMatrix
- GS1 Digital Link
- Електронен обмен на данни, GS1 EDI
- ITF-14
- Протокол за нискочестотни четци, (Low-Level Reader Protocol, LLRP)
- Обектно ориентирана услега (Object Name Service, ONS)
- Сериен код на контейнер за транспортиране (SSCC)

Много от стандартите GS1 са и стандарти на ISO. Сред тях са: GTIN, GLN и SSCC.
GS1 също изпълнява функциите на секретариат по ISO към Техническия комитет за автоматична идентификация и техники за обхващане на данни (ISO/IEC JTC 1/SC 31).
Разработването и обновяването на стандартите GS1 се извършва в рамките на процес по управление на глобалните стандарти GS1 (GSMP) – форум, обединяващ представители от различни индустрии и предприятия.

## Мрежи за обмен на данни
Цялата съхранявана от GS1 информация е достъпна за организациите в рамките на единна мрежа за синхронизация на данните (Global Data Synchronization Network, GDSN). На сайта в раздела Услуги има уеб интерфейси към нейните раздели, например там е електронният регистър (Global GS1 Electronic Party Information Registry, GEPIR), позволяващ търсене по GTIN, GLN и SSCC, има средства за разглеждане на GPC и т.н. Аналогичен по същността си проект на GS1 е мрежата Trusted Source of Data (TSD). Нейна главна особеност е, че е предназначена предимно за организиране на двустранния обмен на информация между производители и крайни потребители. Мрежата GDSN играе ролята на един от източниците на данни за агрегаторите TSD, като първият от тези агрегатори е преминал сертификация в края на 2013 г.

## Индустрии
Търговия на дребно и платформи за е-търговия
Първото приложение на стандарт GS1 е в търговията на дребно и до днес секторът остава във фокуса на дейността на организацията, като се разделя на четири подгрупи:: текстил и облекло, пресни храни, бързооборотни/потребителски стоки и обща търговия.
Ключови за търговията на дребно са постигането на устойчивост, качеството на данните, съответствие с регулаторните изисквания, проследимост на продуктите (от суровината до крайния клиент) и осигуряването на оперативна съвместимост по веригата между отделните участници.
Тъй като потребителите могат да избират между различни методи за пазаруване, както физическите магазини, така и онлайн, необходимо е да се създаде неповторимо потребителско преживяване и да се гарантират точността, безопасността и бързината на доставките.GS1 разработи стандарти, които уникално идентифицират продукти в полза на потребителите и за интернет търсачките, като предоставят точна и пълна дигитална информация за продуктите.
Големи компании за електронна търговия като eBay, Amazon и Google Shopping изискват от продавачите в техните платоформи да използват GS1 GTIN при листване на техни продукти с цел продажба.
Здравеопазване
От 2005 г. GS1 работи активно в сферата на здравеопазването с основната цел да подобри безопасността на пациентите и да повиши ефективността на веригата на доставки.
Стандартите GS1 в здравеопазването помагат на индустрията при реализирането на решения за проследимост на лекарствени продукти и медицински изделия от производителя до пациента, откриването на фалшиви продукти, предотвратяването на медицински грешки, ефективното изтегляне на негодни продукти от мрежата, както и в процесите на клинични изпитания. Над 70 държави са въвели здравни регулации или изисквания към търговски партньори за използване на стандартите GS1 във връзка с изброените цели. В GS1 Healthcare членуват повече от 140 водещи здравни организации по целия свят.
Други индустрии
В световен мащаб GS1 оперира също в ключови сектори като: транспорт и логистика, обществено хранене и технически индустрии. Посредством своите 115 национални организации в над 115 страни организацията отговаря на нуждите на десетки сектори на индустрията по региони.

## Членство
В GS1 членуват над 2 милиона компании от целия свят. Фирмите, които искат да станат членове и да ползват стандартите, могат да го направят посредством местните Национални организации GS1.

## Управление и структура
Управлението на GS1 е на три нива:
- Първо ниво: GS1 Общо събрание – състои се от представители на всички Национални организации GS1
- Второ ниво: GS1 Управителен съвет – отговаря за стратегията в световен мащаб; включва представители на ключови компании от индустрията и членове на националните организации GS1.
- Трето ниво: GS1 Глобален офис и Национални организации GS1. Глобалният офис е ангажиран с управление на процеса по разработване и поддържане на нови стандарти. Националните организации отговарят за администрирането и въвеждането на стандартите в съответните страни.

## Финансиране
Националните организации GS1 се финансират посредством членски внос и предлагането на услуги.

## Партньори
GS1 работи в партньорство с други международни организации, между които:
- Форум за потребителските стоки
- Международна организация по стандартизация
- НАТО
- Организация на обединените нации (ООН)
- Върховен комисариат на ООН за бежанците
- Световна митническа организация
- International Society for Quality in Health Care (ISQua)
- Joint Initiative Council (JIC)